# آبشار رینبو (کالیفرنیا)
آبشار رینبو (کالیفرنیا) (به انگلیسی: Rainbow Falls (California) ) آبشاری است که در شهرستان مادرا، ایالات متحده آمریکا واقع شده و ارتفاع کلی ریزشگاه آن ۱۰۱ فوت (۳۱ متر) است.